# 莫里斯頓 (佛羅里達州)
莫里斯頓（英語：Morriston）是位於美國佛羅里達州李維縣的一個人口普查指定地區。

## 地理
莫里斯頓的座標為29°16′53″N 82°26′17″W / 29.28139°N 82.43806°W，而該地最高點為海拔高度19米（即63英尺）。

## 人口
根據2010年美國人口普查的數據，莫里斯頓的面積為1.10平方千米，當中陸地面積為1.10平方千米，而水域面積為0.00平方千米。當地共有人口164人，而人口密度為每平方千米149人。